# Gilessundet
Le Gilessundet est un détroit du Svalbard qui sépare Glenhalvøya de Søre Repøya au large de la Terre d'Orvin dans le Nordaustlandet. 
Il a été nommé en hommage au navigateur néerlandais Cornelis Giles.